# Dryopteris goeringiana
Dryopteris goeringiana är en träjonväxtart som först beskrevs av G. Kze., och fick sitt nu gällande namn av Gen'ichi Koidzumi. Dryopteris goeringiana ingår i släktet Dryopteris och familjen Dryopteridaceae. Inga underarter finns listade.